# СМЕРШ
СМЕРШ (абревіатура початкових букв гасла «Смерть шпигунам!» (рос. Смерть шпионам!)) — підрозділ контррозвідки Народного комісаріату оборони (НКО) СРСР. Існував з квітня 1943 до березня 1946, після чого був розформований, а його функції перейшли до органів держбезпеки СРСР.

## Мета створення
СМЕРШ сформований для оборони тилу Червоної Армії, боротьби з дезертирством, шпигунами і диверсантами. В умовах переважання в тодішньому суспільстві і військових структурах СРСР командно-директивних методів роботи працівники СМЕРШ подібно до працівників інших радянських спецслужб відрізнялися жорстокістю і безкомпромісністю у виконанні поставлених завдань уряду, партії і безпосередніх керівників, маючи широкі повноваження нерідко не гребували ніякими засобами, фактично здійснюючи терор щодо військовослужбовців та представників мирного населення, які потрапляли до сфери їх інтересів. З іншого боку, такий підхід до роботи сприяв формуванню у суспільній свідомості образу «непереможних контррозвідників», які здатні виконувати ті завдання, які не під силу спецслужбам інших країн світу, не відступаючи ні перед якими труднощами, в тому числі психологічно-морального характеру.

## Діяльність

### Задачі
Постановою Ради Народних Комісарів СРСР від 19 квітня 1943 р. цю організацію виділено з Управління Особливих Відділів НКВС. Тією ж постановою були створені Управління контррозвідки «СМЕРШ» НКВМФ СРСР і відділ контррозвідки «СМЕРШ» НКВС СРСР. На чолі відомства став Віктор Абакумов. Було вирішено, що нова структура буде знаходитись в складі наркомату оборони і буде підпорядковане безпосередньо Сталіну.
Фактично СМЕРШ виконувало ті ж завдання, що і колишнє Управління Особливих Відділів НКВС СРСР, а саме:
- 1) боротьба з шпигунською, диверсійною, терористичною і іншою діяльністю іноземних розвідок в Червоній Армії
- 2) ухвалення через командування оперативних заходів «до створення на фронтах умов, що унеможливлювала безкарний прохід агентури супротивника через лінію фронту»
- 3) боротьба з зрадою Батьківщині в армії, з дезертирством і нанесенням тілесних ушкоджень, перевірка військовослужбовців та інших осіб, які були в полоні і оточенні ворога, а також «виконання спеціальних завдань Народного комісара оборони».

### Контррозвідка

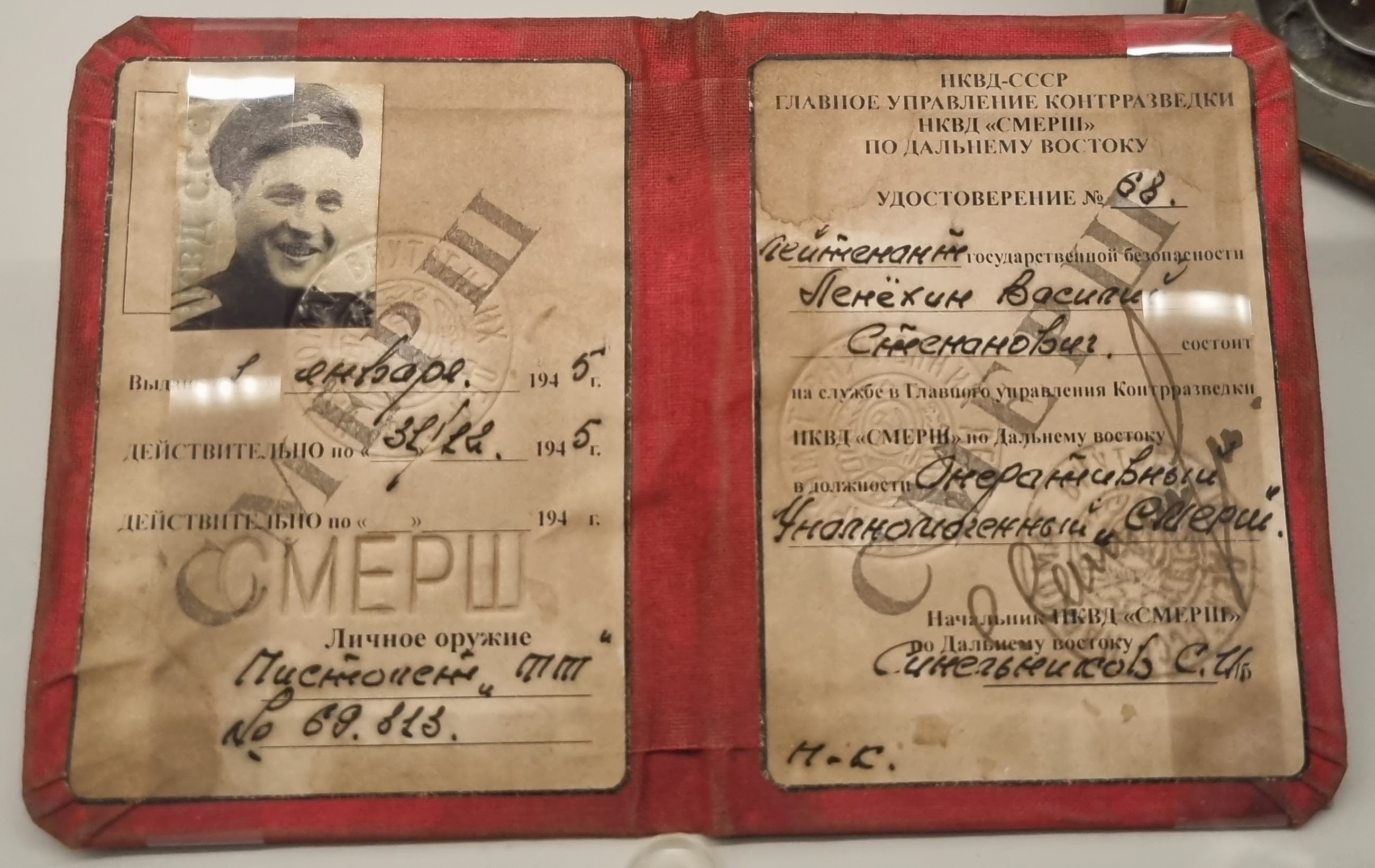
Посвідчення СМЕРШ

СМЕРШ був створений в умовах Другої Світової Війни і його основною діяльністю була боротьба з шпигунами, які Німеччина засилала в тил Радянської Армії. Своїми основними суперниками в шпигунській і контррозвідувальній діяльності СМЕРШ вважав передусім німецьку секретну службу «Абвер», а також «Цеппелін», «Ваффен СС Яґдфербанд», румунську розвідку «ССІ», а також японську і фінську розвідувальні служби.
В 1943 р. великі території Радянського Союзу опинилися під німецькою окупацією і на початку війни велика кількість радянських громадян опинилася або в полоні, або на окупованих територіях і була активно використана німецькою розвідкою «Абвер» для диверсійної та розвідувальної діяльності. Була розгорнута ціла система диверсійних шкіл та центрів, де німці готували кадри для розвідувальної діяльності та інфільтрації радянських частин і партизанських загонів. Багато своїх майбутніх агентів СМЕРШ вербував передусім серед колишніх посібників німців та перебіжчиків, які активно працювали на радянську розвідку. СМЕРШ проводив дуже успішну роботу по засиланню своїх агентів у ці школи, які пізніше вели подвійну гру і інформували радянську розвідку про агентурну систему «Абвера» в радянському тилу. Офіційні дані про розвідувальні успіхи СМЕРШу з 1 жовтня 1943 р. по 1 травня 1944 р. — дійсно вражаючі: в німецький тил було впроваджено 354 агенти, з них 50 були перевербовані СМЕРШем німецькі розвідники. 57 агентів працювали в складі розвідувальних структур «Абверу». Також активно проводились так звані «радіоігри», за допомогою яких було нейтралізовано більш ніж 400 агентів німецької розвідки.
Активно також засилалися агенти до Російської Визвольної Армії (РОА) генерала Власова, і завдяки цим агентам близько тисячі бійців цієї армії дезертирувало з РОА до партизанів та Червоної Армії. Агенти СМЕРШу також використовувалися для створення агентурних мереж в лавах різних антирадянських організацій, таких як прибалтійські рухи опору, УПА та інші. Агентів у цих організаціях звичайно називали «сексотами» (скорочення від рос. секретный сотрудник).

### Репресивний орган
Окрім очевидних успіхів в боротьбі проти іноземних розвідок, СМЕРШ набув в роки війни зловісної слави завдяки системі репресій проти мирного населення, яке було в окупації або на примусових роботах в Німеччині. Також найменша підозра в співпраці призводила до часто необґрунтованих арештів, розстрілів багатьох військових і цивільного населення. Деякі історики стверджують, що СМЕРШ став продовженням сталінської системи терору і придушення інакомислення в Радянському Союзі і не впевнені щодо категоризації його як розвідувального чи репресивного органу. За даними деяких істориків з 1941 по 1945 рр. радянськими органами було заарештовано близько 700,000 чоловік — близько 70,000 з них розстріляні. Згідно з іншими джерелами через чистилище СМЕРША пройшло декілька мільйонів чоловік і близько чверті з них теж були страчені.
В умовах війни дуже часто ніякого слідства не велося, великі групи людей арештовувалися і були незаконно і часто безпідставно репресовані. На репресивний характер СМЕРШу також вказує «стандартний» термін ув'язнення для багатьох засуджених — 25 років. Такі терміни засудження отримували не тільки підозрювані в співпраці з німцями, але також і радянські громадяни, які поверталися на Батьківщину з примусових робіт в Німеччині. Для стеження і контролю над інакомисленням СМЕРШ створив і підтримував цілу систему стеження за громадянами в тилу і на фронті. Часто погрози розправи над громадянами призводили до співпраці з секретною службою і до волюнтаристських і часто безпідставних звинувачень проти військовослужбовців і цивільного населення.
СМЕРШ також відігравав велику роль у поширенні сталінської системи терору на країни Східної Європи, де встановилися дружні до Радянського Союзу режими. На території Польщі і Німеччини після війни деякі нацистські концтабори продовжували функціонувати під егідою СМЕРШ як місця репресій ідеологічних противників нових режимів. Так в нацистському концтаборі Бухенвальд ще декілька років після війни утримувалося понад 60,000 противників соціалістичного вибору.

## Заступники начальника і помічники
- Селівановський Микола Миколайович (19 квітня 1943 — 4 травня 1946), комісар ГБ 3-го рангу, з 26 травня 1943 р — генерал-лейтенант.
- Мешик Павло Якович (19 квітня 1943 — 17 грудня 1945), комісар ГБ 3-го рангу, з 26 травня 1943 р — генерал-лейтенант.
- Бабич Ісай Якович (19 квітня 1943 — 4 травня 1946), комісар ГБ, з 26 травня 1943 р — генерал-лейтенант.
- Врадій Іван Іванович (26 травня 1943 — 4 травня 1946), генерал-майор, з 25 вересня 1944 р — генерал-лейтенант.
- Авсеєвич Олександр Олександрович (квітень — червень 1943), полковник ГБ, з 26 травня 1943 р — генерал-майор.
- Болотін Григорій Самойлович (1943 — 4 травня 1946), полковник ГБ, з 26 травня 1943 р — генерал-майор.
- Рогов В'ячеслав Павлович (травень 1943 — липень 1945), генерал-майор.
- Тимофєєв Петро Петрович (вересень 1943 — 4 травня 1946), генерал-майор, з 1944 — генерал-лейтенант (УКР СМЕРШ Степового, з 16.10.1943 2-го Українського фронтів).
- Прохоренко Костянтин Павлович (29 квітня 1943 — 4 жовтня 1944), полковник ГБ, з 26 травня 1943 р — генерал-майор.
- Москаленко Іван Іванович (травень 1943 — 4 травня 1946) полковник ГБ, з 6 травня 1943 р — генерал-майор, з 21 липня 1944 р — генерал-лейтенант.
- Місюрєв Олександр Петрович (29 квітня 1943 — 4 травня 1946), полковник ГБ, з 26 травня 1943 р — генерал-майор.
- Кожевников Сергій Федорович (29 квітня 1943 — 4 травня 1946), полковник ГБ, з 26 травня 1943 р — генерал-майор.
- Ширманов Віктор Тимофійович (на липень 1943), полковник, з 31 липня 1944 р — генерал-майор. (УКР СМЕРШ Центрального, з 16.10.1943 Білоруського фронтів).
- Петров Федір Георгійович (26 травня 1943 — 28 грудня 1945), полковник;
- Кравченко Микола Григорович (генерал-майор) (26 травня 1943 — липень 1944), полковник, з 21 лютого 1944 — генерал-майор;
- Попов Петро Петрович (червень — вересень 1943), полковник;
- Розанов Микола Андрійович (19 жовтня 1943 — 4 червня 1946), полковник, з 21 лютого 1944 — генерал-майор;
- Русак Іван Тимофійович (29 квітня 1943 — 27 травня 1946), комісар ГБ, з 26 травня 1943 — генерал-майор;

## СМЕРШ проти членів ОУН, партизанів та інш.
1. Мамчур Петро - член ОУН, сільський дяк, якого СМЕРШ прив'язали до коня і замучили. - дата невідома.
2. Угрин Михайло - його СМЕРШ закатував невідомо де. - квітень 1944 рік.
3. Відчимишин Петро - член ОУН, був вбитий в Клебанівці СМЕРШом - квітень 1944 рік.
4. Пристайко Володимр, Уніят Михайло, Недошитко Ярослав - троє були членами ОУН. Їх 3 СМЕРШ вивезли до лісу і дуже сильно катували - ''Повибирали очі, поломали ребра, повибивали зуби і вбили''. - дата невідома.
5. Білобран Іван - вояк УПА, який був закатований у тюрмах СМЕРШу. - 1944 рік.
6. Кухар Іван - вояк УПА, був вбитий СМЕРШом 23.04.1944р. в Коршемках.
7. Олійник Михайло - член ОУН, загинув у бою проти СМЕРШу.- 26.06.1944 р.
8. Матушак Василь - боєць куреня ''Бистрого'', закатований СМЕРШом. - дата невідома.

## СМЕРШ в літературі і кіно
- Роман Володимира Богомолова «У серпні сорок четвертого» («Момент істини»), за яким було знято художній фільм «У серпні 44-го…» (Росія, 2000).